# Carboplatina
Carboplatina (em latim: carboplatinum) é um fármaco antineoplásico. É utilizada no tratamento de vários tipos de câncer (principalmente câncer de pulmão, ovário, vias digestivas superiores e cérebro). Foi introduzido no mercado no final da década de 80 e ganhou popularidade no prática clínica pelo seus poucos  efeitos secundários em relação à cisplatina. Tanto a cisplatina quanto a carboplatina interagem com o DNA, seguindo um mecanismo de ação similar aos alquilantes bifuncionais.

## História
A carboplatina foi descoberta e desenvolvida no Instituto de Investigação contra o Câncer de Londres. Em março de 1989 Bristol-Myers Squibb obteve a aprovação do Food and Drug Administration (FDA) para comercializar a carboplatina com o nome comercial de Paraplatin. A partir de outubro de 2004 iniciou-se a produção de versões genéricas do medicamento.

## Mecanismo de ação
Produz ligações cruzadas nas cadeias de DNA (ligações covalentes). Atua de forma semelhante à cisplatina. Desta maneira interfere na função do DNA.

## Reações adversas e precauções
Se usado de forma incorreta pode apresentar graves danos ao paciente e por isto este medicamento é incluído na lista de risco do Institute for Safe Medication Practices. Provoca vômito dependendo da dose e supressão de medula óssea. Uso de doses altas, acima das doses usuais em crianças produziu efeitos ototóxicos em uso conjunto com outros agentes ototóxicos. Provoca ainda anemia, leucopenia, neutropenia e trombocitopenia.

## Interações
- Antibióticos aminoglicosídeos[6]
- Medicamentos nefrotóxicos[6]
- Medicamentos que causem supressão de medula[6]